# Metamorfizm
Metamorfizm – zespół procesów prowadzących do zmiany skał, tekstury, struktury, składu mineralnego oraz chemicznego. Typowym środowiskiem metamorfizmu jest wnętrze skorupy ziemskiej, może on wystąpić również na powierzchni Ziemi. Metamorfizmem nazywamy tylko przemiany zachodzące w stanie stałym.
Wydzielono trzy strefy natężenia stopnia metamorfizmu. Epizona – najsłabszy stopień, mezozona – średni stopień, katazona – najwyższy stopień metamorfizmu. Ponadto wydzielono także określone facje (zespoły) minerałów określonych dla danego stopnia, oraz rodzaju przeobrażeń → facje metamorfizmu.

## Rodzaje metamorfizmu według stosunku czynników metamorfizmu do skały pierwotnej
- Autometamorfizm (autometamorfoza, autometasomatyzm) - jest to zespół procesów prowadzących do przeobrażeń skały magmowej przez gorące, ciekłe (metasomatoza) i lotne (pneumatoliza) substancje pochodzące z tej samej magmy. Ten termin odnosi się szczególnie do przeobrażeń polegających na wypieraniu jednych minerałów przez drugienp. albityzacja skaleni potasowych.

## Rodzaje metamorfizmów ze względu na dominujący proces
- metamorfizm kontaktowy (termiczny, czasem metasomatyczny) ma miejsce wówczas, gdy skały dostaną się w bezpośrednie sąsiedztwo magmy. Nastąpić to może np. na skutek intruzji, tj. przemieszczenia się magmy w wyższe partie skorupy ziemskiej. Procesy metamorficzne przebiegają w strefie kontaktu, pod wpływem temperatury intrudującej magmy. Metamorfizm ten ma charakter lokalny.

- metamorfizm dyslokacyjny (dynamiczny, kataklastyczny, kinetyczny, dynamometamorfizm) przebiega w strefach fałdowych, gdzie skały podlegają dużemu ciśnieniu kierunkowemu. Czynnikiem dominującym jest tu stress, temperatura odgrywa rolę podrzędną. Pod wpływem tego procesu zachodzi kruszenie i rozcieranie skał przy nieznacznej rekrystalizacji i wolno przebiegających reakcjach chemicznych. Metamorfizm ten ma charakter lokalny.

- metamorfizm metasomatyczny (allochemiczny) ma miejsce wówczas, gdy do środowiska skalnego, podlegającego jednemu z powyżej opisanych rodzajów metamorfizmu doprowadzone zostaną z głębi roztwory hydrotermalne i gazy (pneumatoliza). Substancje te indukują rozmaite reakcje chemiczne polegające na rozpuszczeniu i wypieraniu jednych minerałów przy jednoczesnym powstawaniu nowych, w skład których wchodzą substancje pochodzące z zewnątrz.

- metamorfizm regionalny obejmuje swoim zasięgiem wielkie obszary. Przebiega wtedy, gdy wskutek ruchów tektonicznych skały zostają pogrążone na znaczne głębokości, gdzie panuje duże ciśnienie i temperatura.

- ultrametamorfizm występuje na pograniczu metamorfizmu i magmatyzmu. Charakteryzuje się częściowym upłynnieniem skały (jej łatwo topliwych składników) i wciskanie ich w nie stopiona część. Skały ultrametamorficzne np. migmatyt charakteryzują się wybitna ptygmatyzacją.

- metamorfizm progresywny gdy skały w czasie wzrostu temperatury lub ciśnienia osiągają coraz wyższy stopień metamorfizmu.

- metamorfizm retrogresywny (diaftoreza, metamorfizm wsteczny) gdy stopień metamorfizmu zmniejsza się w wyniku obniżania temperatury i ciśnienia z upływem czasu.

- metamorfizm impaktowy (zderzeniowy, szokowy, szokmetamorfizm) jest skutkiem upadku na ziemię ciała kosmicznego, np. meteorytu.